# 入耳式耳機

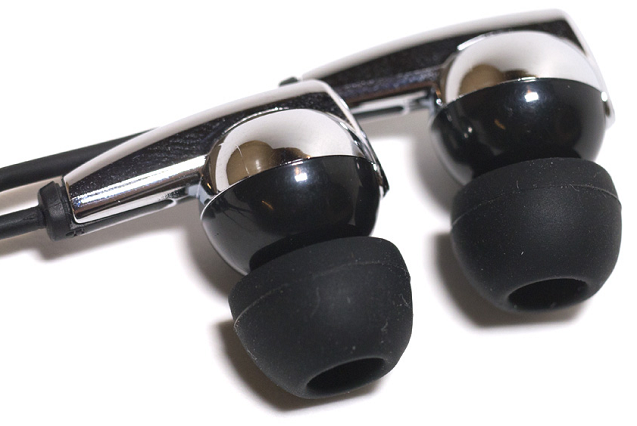
耳道式耳机

入耳式耳機（英語：In-ear headphones）是一種耳機類型，該類耳機的耳塞套可置入於耳道內使用，因此能夠有效阻隔外界噪音干擾，並減少漏音。

## 名稱
入耳式耳機也可被稱之為耳道式耳機（Canalphones）或入耳監聽器（In-ear monitor，又譯為耳內監聽或耳道監聽）。

## 用途
原為供應舞台表演者使用，称为耳返，後來發展給一般音響愛好者。某些入耳式耳機的品牌會附送各種不同大小与材质的耳塞套，使用者可選擇適合自己耳道空間大小的耳塞套。

## 常見產品
- AKG K3003
- DENON AH-C710
- Audio-Technica ATH-CK100PRO
- Sony XBA系列
- Shure SE系列
- Sennheiser IE系列
- Final A系列
- Final B系列
- Final E系列
- Westone B系列
- Westone W系列
- Ultimate Ears Triple-Fi 10 Pro
- Beats By Dr. Dre urBeats3